# Rachel Makinson
Kathleen Rachel Makinson née le 15 février 1917 et décédée le 18 octobre 2014, est une chercheuse scientifique australienne. Elle occupe un certain nombre de poste de direction au sein du Commonwealth Scientific and Industrial Research Organisation en Australie. 

## Biographie
Kathleen Rachel White est née le 15 février 1917 près de Londres, Angleterre.
À partir de 1953, elle commence sa carrière au sein du Commonwealth Scientific and Industrial Research Organisation dans la division Physique des textiles. De 1971 à 1977, elle devient chercheuse senior au sein de l'organisation. De 1977 à 1982, elle est la première femme à devenir directrice de recherche au CSIRO. De 1979 à 1982, elle est par ailleurs adjointe au directeur de la division, pour lequel elle est une nouvelle fois la première femme à occuper cette fonction.
En 1981, elle est élue fellow de Académie australienne des technologies et des sciences de l'ingénieurie (en) et est faite membre de l'ordre d'Australie en 1982.

## Les publications
- (en) Mercer, E. H., and K. Rachel Makinson, « 20—the Frictional Properties of Wool and Other Textile Fibres », Journal of the Textile Institute Transactions,‎ 1947, T227-T240
- (en) Makinson, K. Rachel, « On the cause of the frictional difference of the wool fibre », Transactions of the Faraday Society, no 44,‎ 1948, p. 279-282
- (en) Makinson, K. Rachel, « Some Replica Techniques Useful in Electron Microscopy of the Surface of the Wool Fiber », Textile Research Journal, vol. 1, no 20,‎ 1950, p. 22-28
- (en) Makinson, K. Rachel, « Studies of the Movement of Wool Fibers in Fabrics During Felting, With Particular Reference to the Permanency of Pleats: Part I: Light Felting and its Effect on Pleats in a Worsted Fabric », Textile Research Journal, vol. 5, no 29,‎ 1959, p. 431-439
- (en) Makinson, K. Rachel, and David Tabor, « The friction and transfer of polytetrafluoroethylene », Proceedings of the Royal Society of London. Series A. Mathematical and Physical Sciences, no 281,‎ 1964, p. 49-61
- (en) Makinson, K. Rachel, « Some New Observations on the Effects of Mild Shrinkproofing Treatments on Wool Fibers », Textile Research Journal, vol. 8, no 38,‎ 1968, p. 831-842
- (en) Makinson, K. Rachel, and Judith A. Lead, « The nature and function of the resin in the chlorine/resin shrinkproofing treatment of wool tops », Textile Research Journal, vol. 43, no 11,‎ 1973, p. 669-681
- (en) Makinson, K. Rachel, « The role of chlorine in oxidative antifelting treatments of wool », Textile Research Journal, vol. 44, no 11,‎ 1974, p. 856-857